# 國民會議
國民會議，於1931年5月5日在南京正式開幕，是制憲國民大會前的一次全國性國會會議。經過三讀程序，5月12日通過《中華民國訓政時期約法》，並決定交由國民政府於1931年6月1日公布施行。

## 緣起
1930年11月12日至18日中國國民黨三屆四中全會在南京召開，決定於1931年5月5日召集國民會議，於是，國民政府投入國民會議的籌備工作。首先是系列與國民會議代表選舉相關的單行法律的頒布，如《國民會議組織法》、《國民會議代表選舉法》、《國民會議代表選舉法施行法》、《國民會議選舉總事務所組織條例》、《國民會議代表選舉各省市事務所組織條例》、《國民會議代表選舉進行程序》、《各地籌備選舉日程》、《國民會議選舉總事務所分組辦事細則》等。

## 國民會議代表選舉
國民會議代表包括民選代表、當然代表與列席代表。
- 民選代表是「由各省市之職業團體、中國國民黨及蒙古、西藏、海外華僑所選出之代表」
- 當然代表是指「中國國民黨中央執行委員會、中央監察委員會各委員及國民政府委員得出席國民會議」的代表
- 列席代表是指「國民黨中央執行委員會、中央監察委員會之候補委員、國民政府各院所屬部會之部長、委員長、國民會議主席團特許之人員得列席國民會議」

## 國民會議代表名額
選舉的代表名額有502人，分別由各省市、蒙古、西藏及華僑社會的農會、工會、商會及實業團體、教育會及自由職業團體，及國民黨五種職業團體選舉產生；當然代表包括時任第三屆國民黨中央執行委委員的36人，中央監察委委員的12人，國民政府委員的26人；列席代表包括國民黨中央執行委員與中央監察委員的候補委員，國民政府各院所屬部會的部長和委員長以及國民會議主席團特許的人員共計10人。